# Mokřad pod Terezínskou pevností
Mokřad pod Terezínskou pevností je přírodní památka evidenční číslo 5734 mezi Malou pevností a Českými Kopisty v okrese Litoměřice. Chráněné území s rozlohou 3,628 ha, které je ve správě Krajského úřadu Ústeckého kraje, bylo vyhlášeno 15. května 2012.

## Předmět ochrany
Důvodem jeho zřízení je ochrana evropsky významné lokality s výskytem vlhkomilných vysokobylinných lemových společenstev nížin a horského až alpínského stupně s význačným výskytem rostliny žluťucha žlutá (Thalictrum flavum).